# Gerard Kleisterlee
Gerard Kleisterlee (Ludwigsburg, 28 september 1946) is een Nederlandse oud-topfunctionaris. Hij was van 2001 tot 31 maart 2011 de Nederlandse bestuursvoorzitter van Philips.
Kleisterlee is terughoudend met het geven van interviews, waardoor hij bij het grote publiek vrij onbekend is.

## Privé
Kleisterlee werd geboren in Ludwigsburg, Duitsland en groeide op in Hatertse Hei, een buurt in Nijmegen. Zijn vader was een van de eerste werknemers van Philips in Nijmegen en was daar afdelingschef. Gerard Kleisterlee studeerde elektrotechniek aan de Technische Universiteit Eindhoven en was lid van de Eindhovense Studenten Vereniging "Demos" en de D.R.V. Telamon.

## Carrière
In 1974 trad hij in dienst van Philips, bij het onderdeel Medical Systems. Vanaf de jaren 80 vervulde hij diverse managementfuncties voor Philips, onder meer voor de productgroep Professional Audio Systems, Philips Components, Philips China en Philips Taiwan. In 1999 werd hij voorzitter van Philips Components. Een jaar later, in april 2000, kwam hij in de raad van bestuur van Philips. Na het vertrek van Cor Boonstra in 2001, werd Kleisterlee voorzitter van de raad van bestuur.
Onder zijn leiding verlegde Philips de hoofdaandacht naar leefstijl en gezondheid. Dit leidde tot de verkoop van de divisies Halfgeleiders in 2006, het huidige NXP Semiconductors, en de divisie Componenten. De verkoop van deze laatste divisie werd in 2011 afgerond. Ontwikkelingen in die tijd betreffen het volgende. Kaartenmaker NAVTEQ werd naar de beurs gebracht (2004), het merk Marantz werd verkocht aan Marantz Japan (2001), Philips Machinefabrieken werd verkocht aan de VDL Groep (2006); het Chinese TPV Technology verkreeg de licentierechten over pc-monitors (2009), de joint venture Lumileds, led-producent, werd overgenomen (2005); aankopen betreffen de armatuurmaker Massive, de producent van babyvoedingaccessoires Avent, een medische alarmservice-organisatie Lifeline Systems (2006), de armatuurmaker Genlyte Group, de producent van ademhalingsaparatuur voor slaapapneu Respironics (2007) en de koffiemachinefabrikant Saeco (2009). Op 1 april 2011 vertrok hij bij Philips waar hij door Frans van Houten werd opgevolgd.
In een nevenfunctie was Kleisterlee lid van het in 2010 opgeheven innovatieplatform.
Kleisterlee werd op 1 april 2011 voorzitter van het Britse telecombedrijf Vodafone Group. Hij volgde John Bond op. Als voorzitter van het bedrijf zit hij het bestuur, in een niet-uitvoerende functie ((en) : non-executive director). Deze rol is vergelijkbaar met een voorzitter van de raad van commissarissen, maar met meer verantwoordelijkheden. De uitvoerende functie bij Vodafone is in handen van bestuursvoorzitter Vittorio Colao. Eind 2020 trad hij af en werd opgevolgd door Jean-François van Boxmeer.
Sinds 2010 tot aanvang 2020 was Kleisterlee lid van de board of directors bij het Nederlands-Britse Royal Dutch Shell. In mei 2018 werd hij vicevoorzitter van de board of directors van Shell, als opvolger van Hans Wijers.
Kleisterlee is sind 2016 voorzitter van de raad van commissarissen van ASML, een Nederlandse hightechbedrijf en leverancier van machines voor de halfgeleiderindustrie.

## Erkenning
- Op 31 maart 2011 werd Kleisterlee benoemd tot Commandeur in de Orde van Oranje-Nassau.[2]
- In 2006 riep het Amerikaanse zakenblad Fortune Kleisterlee uit tot Europees zakenman van het jaar.